# 平致経
平 致経（たいら の むねつね、生没年不詳）は、平安時代中期の武将。平致頼の四男。

## 経歴
致経は、藤原頼通の身辺に伺候していた。長大な弓を愛用したので、「大矢ノ左衛門尉」と呼ばれたという。
治安元年（1021年）5月には、致経と弟・平公親が前年に東宮史生安行を殺害していた事実が明らかになった。しかし、その時には既に2人は逃亡していた。そこで、2人の郎党を捕まえ尋問したところ、安行のみならず、「滝口信濃介」を殺害し、東宮亮藤原惟憲の暗殺を計画していたことが発覚した。
同年8月に、横川の静覚法師のもとに匿われていたのを、平維衡の子・平正輔に発見され捕われたという。
事件の結末は不明だが、後に「前左衛門尉」として名前が見えるので、解官されたのは確実である。

## 人物
致経は、『詞花和歌集』に歌が一首入集している。
- 君ひかず　なりなましかば　あやめ草　いかなるねをか　けふはかけまし　（『詞花和歌集』）[2]